# ISO 25010
De ISO-norm 25010 verving sinds 2011 de ISO-norm 9126 en beschrijft de onderstaande kwaliteitskenmerken van software en systemen. Het model voor productkwaliteit onderscheidt acht hoofdcategorieën die elk zijn onderverdeeld in kwaliteitseigenschappen, 31 in totaal. Naast het model voor productkwaliteit beschrijft de norm ook een model voor kwaliteit tijdens gebruik. Dit model onderscheidt vijf hoofdcategorieën die zijn onderverdeeld in 11 kwaliteitseigenschappen.
De ISO-norm 25010 is ingetrokken. Deze is opgegaan in 3 nieuwe ISO normen: ISO/IEC 25002:2024, ISO/IEC 25010:2023, ISO/IEC 25019:2023.

## Productkwaliteit (Product quality)

### Functionele geschiktheid (Functional suitability)
De mate waarin een softwareproduct of computersysteem functies levert die voldoen aan de uitgesproken en veronderstelde behoeften, bij gebruik onder gespecificeerde condities.
Functionele compleetheid (Functional completeness)
De mate waarin de set van functionaliteiten alle gespecificeerde taken en gebruikersdoelen ondersteunen.
Functionele correctheid (Functional correctness)
De mate waarin een softwareproduct of computersysteem de juiste resultaten met de benodigde nauwkeurigheid beschikbaar stelt.

Functionele toepasselijkheid (Functional appropriateness)
De mate waarin de functies bijdragen aan het behalen van specifieke taken en doelen.

### Prestatie-efficiëntie (Performance efficiency)
De prestaties in verhouding tot de hoeveelheid middelen gebruikt onder genoemde condities.
Snelheid (Time-behaviour)
De mate waarin antwoord- en verwerkingstijden en doorvoersnelheid van een product of systeem, tijdens de uitvoer van zijn functies, voldoet aan de wensen.

Middelenbeslag (Resource utilization)
De mate waarin de hoeveelheid en type middelen die gebruikt worden door een product of systeem, tijdens de uitvoer van zijn functies, voldoet aan de wensen.

Capaciteit (Capacity)
De mate waarin de maximale limieten van een product- of systeemparameter voldoet aan de wensen.

### Uitwisselbaarheid (Compatibility)
De mate waarin een product, systeem of component informatie uit kan wisselen met andere producten, systemen of componenten, en/of het de gewenste functies kan uitvoeren terwijl het dezelfde hard- of software-omgeving deelt.
Beïnvloedbaarheid (Co-existence)
De mate waarin een product zijn gewenste functies efficiënt kan uitvoeren terwijl het een gemeenschappelijke omgeving en middelen deelt met andere producten, zonder nadelige invloed op enig ander product.

Koppelbaarheid (Interoperability)
De mate waarin twee of meer systemen, producten of componenten informatie kunnen uitwisselen en de uitgewisselde informatie kunnen gebruiken.

### Bruikbaarheid (Usability)
De mate waarin een product of systeem gebruikt kan worden door gespecificeerde gebruikers om effectief, efficiënt en naar tevredenheid gespecificeerde doelen te bereiken in een gespecificeerde gebruikscontext.
Herkenbaarheid van geschiktheid (Appropriateness recognisability)
De mate waarin gebruikers kunnen herkennen of een product of systeem geschikt is voor hun behoeften.

Leerbaarheid (Learnability)
De mate waarin een product of systeem gebruikt kan worden door gespecificeerde gebruikers om gespecificeerde leerdoelen te bereiken met betrekking tot het gebruik van het product of systeem met effectiviteit, efficiëntie, vrijheid van risico en voldoening, in een gespecificeerde gebruikscontext.

Bedienbaarheid (Operability)
De mate waarin een product of systeem attributen heeft die het makkelijk maken om het te bedienen en beheersen.

Voorkomen gebruikersfouten (User error protection)
De mate waarin het systeem gebruikers beschermt tegen het maken van fouten.

Volmaaktheid gebruikersinteractie (User interface aesthetics)
De mate waarin een gebruikersinterface het de gebruiker mogelijk maakt om een plezierige en voldoening gevende interactie te hebben.

Toegankelijkheid (Accessibility)
De mate waarin een product of systeem gebruikt kan worden door mensen met de meest uiteenlopende eigenschappen en mogelijkheden om een gespecificeerd doel te bereiken in een gespecificeerde gebruikscontext.

### Betrouwbaarheid (Reliability)
De mate waarin een systeem, product of component gespecificeerde functies uitvoert onder gespecificeerde condities gedurende een gespecificeerde hoeveelheid tijd.
Volwassenheid (Maturity)
De mate waarin een systeem, product of component aan betrouwbaarheidsbehoeften voldoet onder normale werkomstandigheden.

Beschikbaarheid (Availability)
De mate waarin een systeem, product of component operationeel en toegankelijk is wanneer men het wil gebruiken.

Foutbestendigheid (Fault tolerance)
De mate waarin een systeem, product of component werkt zoals bedoeld ondanks de aanwezigheid van hard- of softwarefouten.

Herstelbaarheid (Recoverability)
De mate waarin het product of systeem, in geval van een onderbreking of bij een fout, de direct betrokken gegevens kan herstellen en het systeem in de gewenste staat kan terug brengen.

### Beveiligbaarheid (Security)
De mate waarin een product of systeem informatie en gegevens beschermt zodat personen, andere producten of systemen de juiste mate van gegevenstoegang hebben passend bij hun soort en niveau van autorisatie.
Vertrouwelijkheid (Confidentiality)
De mate waarin een product of systeem ervoor zorgt dat gegevens alleen toegankelijk zijn voor diegenen die geautoriseerd zijn.

Integriteit (Integrity)
De mate waarin een systeem, product of component ongeautoriseerde toegang tot of aanpassing van computerprogramma’s of gegevens verhindert.

Onweerlegbaarheid (Non-repudiation)
De mate waarin kan worden bewezen dat acties of gebeurtenissen plaats hebben gevonden, zodat later deze acties of gebeurtenissen niet ontkend kunnen worden.

Verantwoording (Accountability)
De mate waarin acties van een entiteit getraceerd kunnen worden naar die specifieke entiteit.

Authenticiteit (Authenticity)
De mate waarin bewezen kan worden dat de identiteit van een onderwerp of bron is zoals wordt beweerd.
De mate waarin een bewering over de oorsprong of de auteur van de informatie verifieerbaar is, bijvoorbeeld aan handschrift.

### Onderhoudbaarheid (Maintainability)
De mate waarin een product of systeem effectief en efficiënt gewijzigd kan worden door de aangewezen beheerders.
Modulariteit (Modularity)
De mate waarin een systeem of computerprogramma opgebouwd is in losstaande componenten zodat wijzigingen van een component minimale impact heeft op andere componenten.

Herbruikbaarheid (Reusability)
De mate waarin een bestaand onderdeel gebruikt kan worden in meer dan één systeem of bij het bouwen van een nieuw onderdeel.

Analyseerbaarheid (Analysability)
De mate waarin het mogelijk is om effectief en efficiënt de impact, van een geplande verandering van één of meer onderdelen, op een product of systeem te beoordelen, om afwijkingen en/of foutoorzaken van een product vast te stellen of om onderdelen te identificeren die gewijzigd moeten worden.

Wijzigbaarheid (Modifiability)
De mate waarin een product of systeem effectief en efficiënt gewijzigd kan worden zonder fouten of kwaliteitsvermindering tot gevolg.

Testbaarheid (Testability)
De mate waarin effectief en efficiënt testcriteria vastgesteld kunnen worden voor een systeem, product of component en waarin tests uitgevoerd kunnen worden om vast te stellen of aan die criteria is voldaan.

### Overdraagbaarheid (Portability)
De mate waarin een systeem, product of component effectief en efficiënt overgezet kan worden van één hardware, software of andere operationele of gebruiksomgeving naar een andere.
Aanpasbaarheid (Adaptability)
De mate waarin een product of systeem effectief en efficiënt aangepast kan worden voor andere of zich ontwikkelende hardware, software of andere operationele of gebruiksomgevingen.

Installeerbaarheid (Installability)
De mate waarin het product of het systeem effectief en efficiënt geïnstalleerd of verwijderd kan worden in een gespecificeerde omgeving.

Vervangbaarheid (Replaceability)
De mate waarin een product een ander specifiek softwareproduct, met hetzelfde doel in dezelfde omgeving, kan vervangen.

## Geschiktheid voor gebruik (Quality in use)

### Effectiviteit (Effectiveness)
De nauwkeurigheid en volledigheid waarmee gebruikers gespecificeerde doelen behalen.

### Efficiëntie (Efficiency)
De benodigde hulpbronnen die gebruikt zijn in verhouding tot de nauwkeurigheid en volledigheid waarmee gebruikers doelen behalen.

### Voldoening (Satisfaction)
De mate waarin gebruikersbehoeften vervuld worden als het product of systeem gebruikt wordt in een gespecificeerde gebruikscontext.
Bruikbaarheid (Usefulness)
De mate waarin een gebruiker tevreden is met de voor de gebruiker waargenomen behaalde doelen, inclusief de resultaten van het gebruik van het systeem en de consequenties van het gebruik van het systeem.

Vertrouwen (Trust)
De mate waarin een gebruiker of andere betrokkene vertrouwen heeft dat het product of systeem zich zal gedragen zoals bedoeld.

Plezier (Pleasure)
De mate waarin een gebruiker plezier behaalt uit het verwezenlijken van zijn persoonlijke behoeften.

Welzijn (Comfort)
De mate waarin een gebruiker tevreden is over zijn fysieke welzijn.

### Vrijwaring tegen risico (Freedom from risk)
De mate waarin een product of systeem het potentiële risico beperkt met betrekking tot economische status, mensenlevens, gezondheid of de omgeving.
Economisch-risico-beperking (Economic risk mitigation)
De mate waarin een product of systeem de potentiële risico’s beperkt met betrekking tot financiële status, efficiënte werking, commerciële eigendommen, reputatie of andere middelen in de beoogde gebruikscontexten.

Gezondheids- en veiligheidsrisicobeperking (Health and safety risk mitigation)
De mate waarin een product of systeem de potentiële risico’s met betrekking tot personen beperkt in de beoogde gebruikscontexten.

Omgevingsrisicobeperking (Environmental risk mitigation)
De mate waarin een product of systeem de potentiële risico’s met betrekking tot eigendommen of de omgeving beperkt in de beoogde gebruikscontexten.

### Contextdekking (Context coverage)
De mate waarin een product of systeem gebruikt kan worden met effectiviteit, efficiëntie, vrijheid van risico en voldoening zowel in de gespecificeerde gebruikscontexten als in niet initieel gespecificeerde gebruikscontexten.

Contextcompleetheid (Context completeness)
De mate waarin een product of systeem gebruikt kan worden met effectiviteit, efficiëntie, vrijheid van risico en voldoening in alle gespecificeerde gebruikscontexten.

Flexibiliteit (Flexibility)
De mate waarin een product of systeem gebruikt kan worden met effectiviteit, efficiëntie, vrijheid van risico en voldoening in gebruikscontexten die niet initieel gespecificeerd zijn in de requirements.